# Conferència Nacional de Pau de Somàlia
La Conferència Nacional de Pau de Somàlia coneguda també com a Conferència de Djibouti o Procés d'Arta (per haver-se fet a Arta a Djibouti) foren una sèrie de reunions tingudes per representants de diverses faccions de Somàlia i de la societat civil i els exiliats somalis, entre el 20 d'abril i el 5 de maig de 2000. La Conferència va establir una Assemblea Nacional de Transició de 245 membres.